# Roble de Saint-Vincent-de-Paul

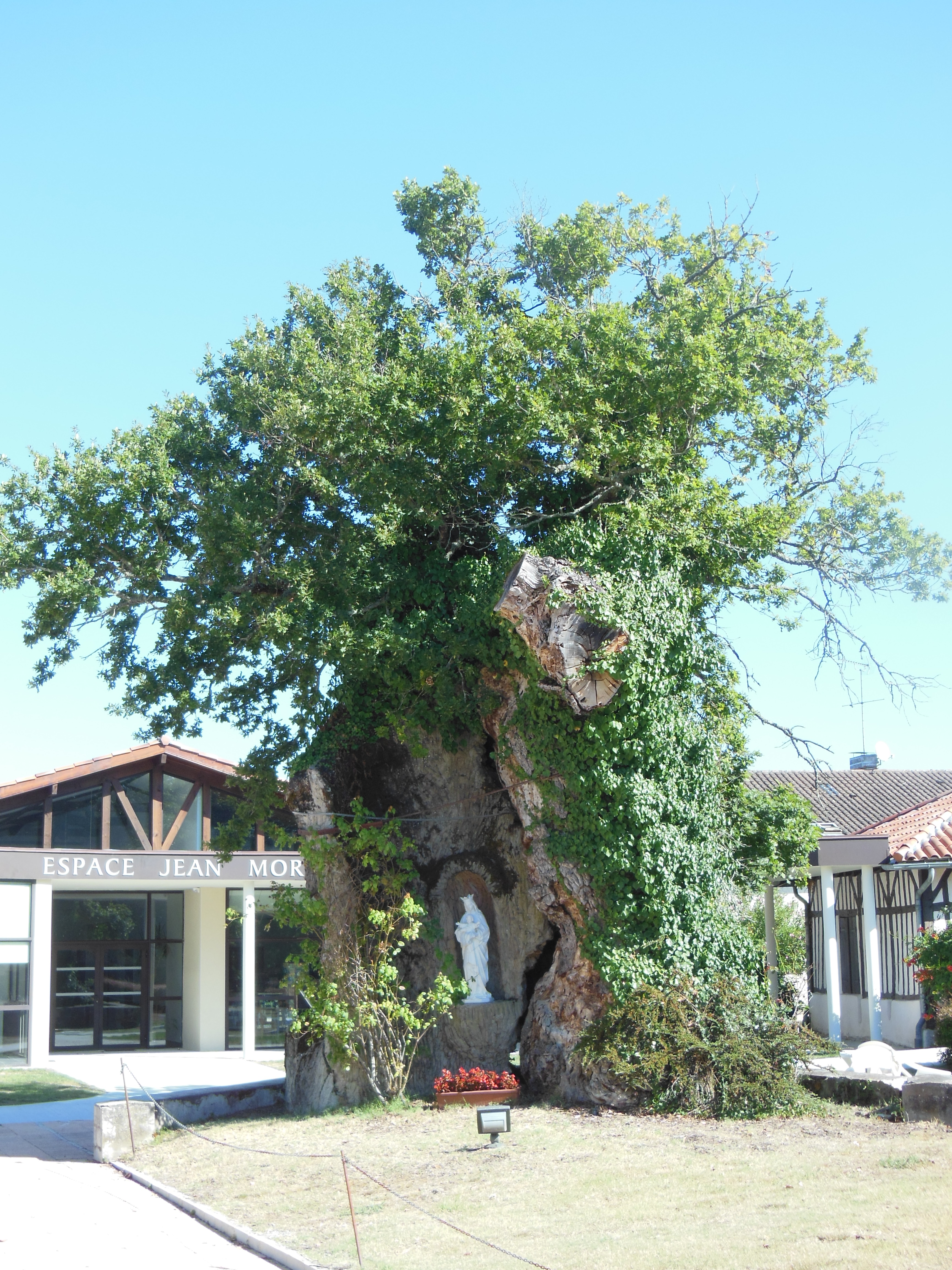
Roble de Saint-Vincent-de-Paul.

El Roble de Saint-Vincent-de-Paul (en occitano, Lou bielh cassou) se encuentra en el pueblecito de Saint-Vincent-de-Paul, en la comuna francesa homónima, en el departamento de Las Landas, región de Aquitania.
Su tronco tiene una circunferencia de 12,50m.
Dentro del tronco hay un bloque de cemento con una estatua de la Virgen María.
El árbol tiene entre 700 y 800 años.
Fue catalogado como «site d'intérêt artistique» (lugar de interés artístico) el 24 de marzo de 1925.
En diciembre de 1987 se realizaron trabajos de consolidación y restauración.